# Национальная художественная галерея (Исламабад)
Национальная художественная галерея Пакистана в Исламабаде (англ. National Art Gallery Pakistan, NAG Islamabad) — государственный художественный музей, открытый в столице Пакистана городе Исламабад в августе 2007 года; административно подчинён «Пакистанскому национальному совету искусств» (PNCA), в штаб-квартире которого и располагается; суммарная выставочная площадь 14 отдельных залов составляет 1800 квадратных ярдов (более 1500 м²); включает в себя лекционные залы, художественные мастерские и библиотеку; также имеет зрительный зал на 400 мест; регулярно проводит выставки современных пакистанских художников.

## История и описание

### Пакистанский национальный совет искусств (PNCA)
Пакистанский национальный совет искусств (Pakistan National Council of the Arts, PNCA) был создан указом парламента страны в 1973 году — заявленной целью создания было «развитие искусства в Пакистане» путём финансовой поддержки и предоставления иных ресурсов местным художникам. Политика PNCA определяется отдельным советом управляющих, который подчиняется и финансируется министерством культуры страны. Первым отделом PNCA стал «Отдел изобразительных искусств» (VAD), основанный в 1974 году.

### Галерея
Национальная художественная галерея в Исламабаде стала первой в стране государственной художественной галереей; сегодня она размещается в здании PNCA, расположенном напротив здания парламента. После серии задержек и конфликтов, торжественная церемония открытия нового помещения состоялась в воскресенье, 26 августа 2007 года. Музейное здание было построено после проведения общенационального архитектурного конкурсе в 1989 году: на нём победил проект архитекторов Сухайля Аббаси и Наима Паши из бюро «Suhail & Pasha, Architects and Planning Consultants» (Исламабад); кирпичное четырехэтажное кубическое строение было сочтено жюри «образцом чистоты и функциональности». Первые планы по открытию галереи относились к 1981 году.
Галерея, суммарная выставочная площадь 14 отдельных залов которой составляет 1800 квадратных ярдов (более 1500 м²), также располагает лекционными залами, мастерскими и складскими помещениями; в её состав входит специализированная библиотека и зрительный зал на 400 мест, оборудованный для театральных постановок. Рядом с NAG разместился и театр под открытым небом. Галерея регулярно проводит выставки современных пакистанских художников: так в 2012 году в её стенах прошла масштабная групповая выставка «Celebration Art: 30 Years of Rohtas». Трудности с финансирование затронули галерею не только на этапе строительства — содержание музея регулярно вызывает сложности в связи с невыделением бюджетных средств.